# کلارکسون ولی (میزوری)
کلارکسون ولی (به انگلیسی: Clarkson Valley) یک شهر در ایالات متحده آمریکا است که در شهرستان سنت لوئیس، میزوری واقع شده‌است. کلارکسون ولی ۷٫۱۲ کیلومتر مربع مساحت و ۲٬۶۳۲ نفر جمعیت دارد و ۱۸۰ متر بالاتر از سطح دریا واقع شده‌است.